# Autrans-Méaudre en Vercors
Autrans-Méaudre en Vercors is een gemeente in het Franse departement Isère (regio Auvergne-Rhône-Alpes). De plaats maakt deel uit van het arrondissement Grenoble. Autrans-Méaudre en Vercors is op 1 januari 2016 ontstaan door de fusie van de gemeenten Autrans en Méaudre. De naam verwijst naar het massief van de Vercors. De gemeente telde 3.005 inwoners op 1 januari 2022.

## Geografie
De oppervlakte van Autrans-Méaudre en Vercors bedroeg op 1 januari 2022 77,89 vierkante kilometer; de bevolkingsdichtheid was toen 38,6 inwoners per km².

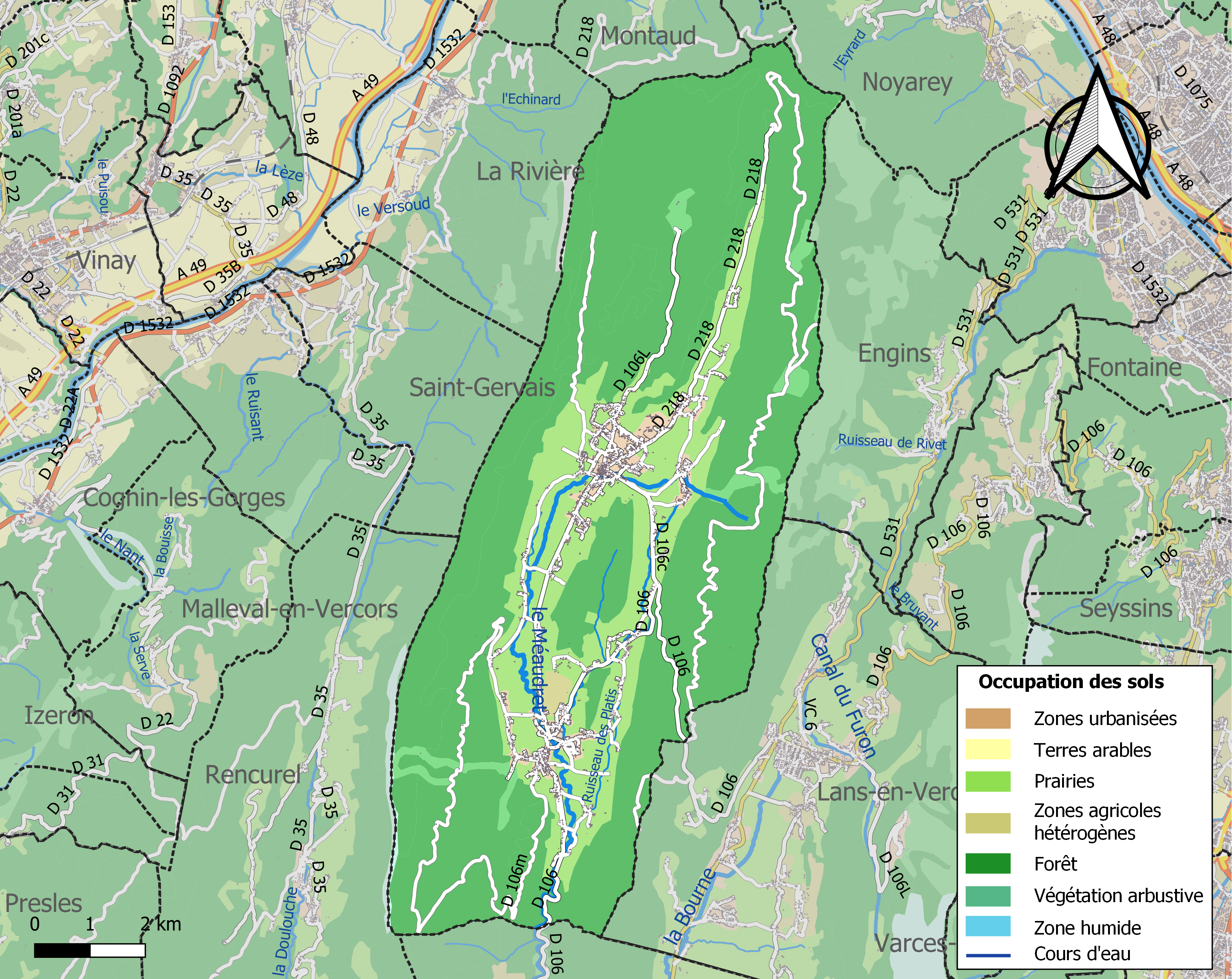
Kaart van de gemeente met de belangrijkste infrastructuur, bodemgebruik en omliggende gemeenten